# 朮里客
朮里客（蒙古语：Jörike），又译作朮儿哥、绰里哥，是蒙古帝国皇族，成吉思汗第四子拖雷的庶子，波斯语史料《史集》将其记作拖雷次子جودیکه（Jūrīge），但《元史》中并无相关记载。
关于朮里客的出生年份，史料未留下记录，其母并非拖雷正妃唆鲁禾帖尼，而是出身乃蛮部的莎鲁黑可敦，故朮里客为庶出之子，是末哥的同母兄。由于他在拖雷诸子中去世较早，具体事迹未有记载。朮里客的妻子是弘吉剌部的不剌合·哈敦。《史集》记载她为“按陳那颜之孙，但不属于按陳那颜本家”，推测她是按陳那颜之子、迁居青海地区的赤古之女。若不剌合·哈敦确为赤古之女，则形成了特殊的通婚链条：成吉思汗与孛儿帖联姻，孛儿帖侄子赤古娶成吉思汗之女秃满伦，赤古之女又与秃满伦侄子朮里客成婚。按陳那颜家族本是成吉思汗家族最重要的姻亲，但到成吉思汗子嗣一代，仅朮赤系与该家族保持通婚。因此，朮里客的婚姻被认为是为了打破朮赤家与赤古家的通婚链条，转而在拖雷家族与该家族之间建立新的联姻关系，后来拖雷的嫡次子忽必烈又娶了按陳的女儿察必。